# Гвардійський батальйон РОА
Гвардійський батальйон РОА (рос. Гвардейский батальон РОА) — добровольчий підрозділ РОА періоду Другої світової війни.

## Історія
Після створення РОА вирішили створити перший бойовий підрозділ на основі 1-ї російської національної бригади СС «Дружина», для чого генерал Власов отримав дозвіл керівництва СД. Командир бригади підполковник В. Гіль виступав за просту зміну назви підрозділу, а представники Власова за її розформування та індивідуальний вступ бійців до нового підрозділу, оскільки кадровий склад підрозділу їх не задовільняв. Зрештою з бригади до РОА передали навчальний батальйон і відділ пропаганди. На їхній основі сформували Гвардійський батальйон РОА, як основу майбутньої Гвардійської бригади піхоти.
Формування підрозділу розпочали у травні 1943 у Вроцлаві, згодом близько 650 бійців перевезли до села Стремутка неподалік Пскова. Командував батальйоном полковник С.І. Іванов, його заступником став І.К. Сахаров, начальником штабу полковник К. Кроміаді. Від Власова був присутній Г. Н. Жиленков. За літній період батальйон тричі брав участь у операціях проти загонів партизан.
Для відзначення 2-ї річниці початку війни СРСР І Третього Рейху батальйон провів 22 червня 1943 парад у Пскові під російським триколором  за підтримки Псковської православної місії. У серпні членів командування Іванова і Кроміаді відкликали до Берліна і новим командиром став капітан Григорій Ламсдорф. У листопаді 1943 після дезертирства 150 бійців до партизан батальйон роззброїли і розформували. Більшу частину складу перевели до Східної Пруссії, де формували підрозділ ВПС КОНР.